# Sávelhajlás

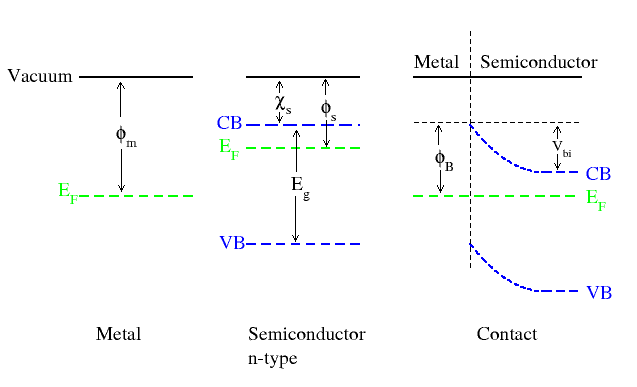
Egymástól elszigetelt fém és félvezető egy tipikus sávdiagramja, illetve a kontaktusba hozásuk során kialakuló sávelhajlás

A félvezetők fizikájában sávelhajlásnak nevezzük azt a jelenséget, mely különféle anyagok összeérintésekor azok határfelületén jelentkezik. A neve abból származik, hogy az anyagok sávszerkezetében jelölt energiasávok a felület közelében a tértöltés hatására elhajlanak, azaz a felülethez közeledve energiában eltolódnak.
A sávelhajlás mozgatója az, hogy az összeérintett anyagokban eltérhet a töltéshordozók mennyisége, melyek az egyensúly beállta során újrarendeződnek. Ennek megfelelően más lesz a térbeli eloszlásuk, mint az összeérintés előtti, elszigetelt anyagi tartományokban.
Sávelhajlás igen változatos okokból alakulhat ki, többek között:
- Azonos félvezető anyag két különbözően dópolt tartományának határfelületén, például p-n átmeneten a Fermi-szintbeli különbség hatására.
- Különböző félvezetők határfelületén, azaz heteroátmeneten az eltérő sávjellemzők (pl. különböző méretű tiltott sáv miatt) miatt.
- Fém és félvezető határfelületén, ahol a fémbeli Fermi-szinthez igazodik a félvezetőbeli szint, melynek következtében a sávok a határon elhajlanak. A határfelület ohmikus, vagy Schottky-jellegét a sávelhajlás és az előfeszítés határozza meg.
- Vezető és vákuum határfelületén, ahol a fém kilépési munkájának és Fermi-szintjének a vákuumpotenciálhoz való viszonya befolyásolja a sávelhajlást.

## Fordítás
Ez a szócikk részben vagy egészben  a   Band bending című angol Wikipédia-szócikk ezen változatának fordításán alapul.  Az eredeti cikk szerkesztőit annak laptörténete sorolja fel. Ez a jelzés csupán a megfogalmazás eredetét és a szerzői jogokat jelzi, nem szolgál a cikkben szereplő információk forrásmegjelöléseként.